# FBK Games 2007
Gli FBK Games 2007 (denominati Thales FBK Games 2007 in quell'anno) sono stati un meeting di atletica leggera svoltosi il 26 maggio 2007 a Hengelo, nei Paesi Bassi, facente parte del circuito IAAF World Tour, di cui rappresenta il sesto appuntamento stagionale e il primo appuntamento europeo.

## Risultati

### Uomini
| Evento: | Vincitore:                        | Vincitore: | 2° piazzato:                  | 2° piazzato: | 3° piazzato:                  | 3° piazzato: |
| --- | --------------------------------- | ---------- | ----------------------------- | ------------ | ----------------------------- | ------------ |
| 100m | Churandy Martina Antille Olandesi | 10.14      | Shawn Crawford Stati Uniti    | 10.22        | Marlon Devonish Regno Unito   | 10.25        |
| 400m | Jeremy Wariner Stati Uniti        | 44.43      | Gary Kikaya RD del Congo      | 44.77        | Darold Williamson Stati Uniti | 45.37        |
| 800 m | Abraham Chepkirwok Uganda         | 1:45.35    | Wilfred Bungei Kenya          | 1:45.46      | Marcin Lewandowski Polonia    | 1:45.52      |
| 2 miglia | Kenenisa Bekele Etiopia           | 8:13.51    | Edwin Soi Cheruiyot Kenya     | 8:16.58      | Jonas Cheruiyot Kenya         | 8:18.02      |
| 10.000 m | Sileshi Sihine Etiopia            | 26:48.73   | Eliud Kipchoge Kenya          | 26:49.02     | Moses Mosop Kenya             | 26:49.55     |
| 3.000 siepi | Paul Kipsiele Koech Kenya         | 8:01.05    | Wesley Kiprotich Kenya        | 8:16.88      | Abdelkader Hachlaf Marocco    | 8:17.03      |
| 110hs | Ryan Wilson Stati Uniti           | 13.33      | Gregory Sedoc Paesi Bassi     | 13.37        | Andrew Turner Regno Unito     | 13.47        |
| 400hs | Angelo Taylor Stati Uniti         | 49.07      | Kenneth Ferguson Stati Uniti  | 49.14        | Rickey Harris Stati Uniti     | 49.47        |
| Salto con l'asta | Jeff Hartwig Stati Uniti          | 5.70 m     | Tim Lobinger Germania         | 5.65 m       | Richard Spiegelburg Germania  | 5.60 m       |
| Salto in lungo | Irving Saladino Panama            | 8.53 m     | Luis Felipe Mèliz Cuba        | 8.05 m       | Brian Johnson Stati Uniti     | 7.97 m       |
| Getto del peso | Rutger Smith Paesi Bassi          | 20.85 m    | Andrei Mikhnevich Bielorussia | 20.21 m      | Garrett Johnson Stati Uniti   | 19.80 m      |
| AR record continentale \| NR record nazionale \| PB record personale \| SB record personale stagionale \| WL miglior prestazione dell'anno \| WR record mondiale |                                   |            |                               |              |                               |              |

### Donne
| Evento: | Vincitore:                          | Vincitore: | 2° piazzato:                    | 2° piazzato: | 3° piazzato:                                                          | 3° piazzato: |
| --- | ----------------------------------- | ---------- | ------------------------------- | ------------ | --------------------------------------------------------------------- | ------------ |
| 100m | Me'Lisa Barber Stati Uniti          | 11.35      | Kim Gevaert Belgio              | 11.36        | Mikele Barber Stati Uniti                                             | 11.41        |
| 800 m | Marilyn Okoro Regno Unito           | 2:00.70    | Lucia Klocovà Slovacchia        | 2:00.86      | Jennifer Meadows Regno Unito                                          | 2:00.96      |
| 5.000 metri | Gelete Burka Etiopia                | 14:38.18   | Florence Jebet Kiplagat Kenya   | 14:40.74     | Priscah Jepleting Ngetich Kenya                                       | 14:42.00     |
| 100hs | Nichole Denby Stati Uniti           | 12.88      | Danielle Carruthers Stati Uniti | 13.11        | Christina Vukicevic Norvegia                                          | 13.20        |
| Salto in alto | Tia Hellebaut Belgio                | 1.93 m     | Olena Holosha Ucraina           | 1.90 m       | Romana Dubnovà Rep. Ceca Tatyana Kivimyagi Russia Marta Mendìa Spagna | 1.87 m       |
| Lancio del disco | Věra Pospíšilová-Cechlová Rep. Ceca | 64.49 m    | Franka Dietzsch Germania        | 64.19 m      | Nicoleta Grasu Romania                                                | 64.10 m      |
| AR record continentale \| NR record nazionale \| PB record personale \| SB record personale stagionale \| WL miglior prestazione dell'anno \| WR record mondiale |                                     |            |                                 |              |                                                                       |              |